# Amiga mía (canción de Horacio Lanzi)
«Amiga mía» es una reconocida canción de la cultura popular latinoamericana. Fue compuesta por Horacio Lanzi en 1981. Alcanzó amplia popularidad en su diferentes versiones por Miriam Ochoa, Valeria Lynch, Jeanette y Yuri.

## Versiones
«Amiga mía» ha sido versionada por:
- Miriam Ochoa (1981)[1] es la primera versión de esta canción para el álbum Yo quisiera que no me quiera.
- Valeria Lynch (1983)[2] en el álbum Un poco más de mí.
- Marcia Bell (1983)[3]
- Marianella (1983)[4]
- Jeanette (1984)[5] para el disco Ojos en el sol. Fue producido por Oscar Gómez y alcanzó el puesto veintiocho en Los 40 Principales de España.[6]
- Sophy (1984)[7]
- Yuri (1993)[8] para el disco Nueva era. Fue producido por Álex Zepeda y tuvo éxito en países de Latinoamérica. Alcanzó la posición nueve en el listado Billboard Hot Latin Tracks de los Estados Unidos.[9]
- Sandra Torres (1995)[10]
- Grupo Límite (1999)[11] en la voz de la cantante Alicia Villarreal. En el listado Billboard Hot Latin Tracks alcanzó la posición veinticinco[12] y en Billboard Latin Regional Mexican Airplay la catorce.[13]
- Ruth (2002)[14]
- Nadia (2006)[15]
- Laura Caro (2009)[16]
- Ángela Leiva (2016)[17]